# Hollie Avil
Hollie May Avil (Northampton, 12 aprile 1990) è una triatleta britannica.

## Carriera
Si è laureata campionessa del mondo di triathlon - categoria junior - ai mondiali di Amburgo e campionessa europea - categoria junior - agli europei di Copenaghen.
nel 2007. Ha vinto nuovamente i mondiali, stavolta nella categoria under 23, a Gold Coast nel 2009.
Inizia a gareggiare nel 2006, partecipando ai mondiali di Losanna nella categoria junior. Si classifica 11° in una gara vinta dalla canadese Kirsten Sweetland. Vince quindi la gara di coppa europa di Salford.
Nel 2007 partecipa e vince i campionati europei di Copenaghen grazie ad una frazione podistica di altissimo livello che la porta a finire in 1h01'07", davanti alla tedesca Rebecca Robisch (1h01'28") e alla connazionale Kirsty McWilliam (1h01'55"). Ai mondiali di Amburgo la spunta in 59'43" sull'australiana Ashleigh Gentle (59'54") e sulla tedesca Robisch (1h00'10").
Nel 2008 rappresenta la Gran Bretagna alle Olimpiadi di Pechino. Tuttavia un problema fisico la conduce al ritiro durante la competizione. In coppa del mondo si classifica 2º nella gara élite di Tongyeong, alle spalle della neozelandese Warriner e davanti alla ceca Vendula Frintova. Ottiene un podio anche nella gara di Ishigaki, alle spalle della supercampionessa australiana Emma Snowsill e dell'altra australiana Erin Densham. A Madrid sfiora il podio per pochi secondi piazzandosi 4º alle spalle della portoghese Fernandes, della connazionale Jenkins e della svizzera Ryf.
Nel 2009 si laurea campionessa del mondo di triathlon ai mondiali di Gold Coast - categoria under 23 - con un tempo di 1:56:38 davanti alla connazionale Jodie Stimpson (1h57'01") e alla fortissima canadese Paula Findlay (1h57'15"). Agli europei di Holten, vinti dalla svizzera Spirig in 1h55'42", giunge al traguardo 6° assoluta in 1h57'22" accumulando distacco nella frazione podistica. Partecipa alle gare della serie dei campionati del mondo di Kitzbuehel, classificandosi 12º a quasi 1'30" dalla vincitrice Emma Moffat, e di Londra, dove arriva 16º.
Nel 2010 è 10° agli europei di Athlone, mentre non raccoglie importanti risultati nelle gare della serie dei campionati del mondo, classificandosi 22º a Seul, 40° a Kitzbühel e 43° a Londra.

## Titoli
- Campionessa del mondo di triathlon (Under 23) - 2009
- Campionessa del mondo di triathlon (Junior) - 2007
- Campionessa europea di triathlon (Junior) - 2007